# Kongerevue paa Fælleden
Kongerevue paa Fælleden er en dansk dokumentarisk optagelse fra 1906, der er instrueret af Peter Elfelt.

## Handling
Hesteoptog med Kong Frederik 8. og andre kongelige i kareter. Fodfolk marcherer. Fremføring af kanoner. Ekvipager i galop.